# Pidginengelska
Pidgin-engelska /pɪˈd͡jɪn/, ett pidginspråk, som uppkommit i östra Asiens sjöstäder (särskilt Kanton) och huvudsakligen består av vanligare engelska ord i förvrängd form, lämpade efter Kinesiskans uttalssystem och
syntaktiska regler. En av teorierna till benämningens uppkomst är att det kommit av det engelska ordet business ("affärer"), vars uttal i kinesisk mun blivit "bidsin" och därefter
"pidsjin". Denna munart kan numera anses ha dött ut.
Även rent kinesiska, malajiska, hindustanska och portugisiska ord är upptagna i pidginengelskan. Denna blev efterhand nästan oumbärlig som en "lingua franca" för östasiaternas umgänge med européer samt nyttjades även kineser och japaner emellan. Dialektens språkbruk blev ganska stadgat, och den ska inte betraktas som en regellös rotvälska;
det finns till och med böcker skrivna på pidginengelska.
Ett genomgående drag hos pidginengelskan är den kinesiska motviljan för r, vilken till exempel av red gjort "led", av drunk "dlunk", av cry "clylo" ("-lo" är en tilläggsändelse), av green "kilen". Deklinationer, konjugationer och i allmänhet böjningar undviks, liksom i kinesiskan. Sålunda får he (han) betyda även "hans, honom, henne, de, deras, dem" och så vidare. Pronomen my (min) står även för "jag, mig, vi, vår, oss" och så vidare.
Konjugationsformerna ersätts av ett antal besynnerliga och formlösa hjälpverb ("hab", av to have, ha; "hab got", har fått, har är, blivit; "belongey", tillhör, är; "can do", vilket betecknar möjlighet, m.fl.). Jfr amerikanen Charles Godfrey Lelands "Pid-gin-english sing-song" (2:a upplaga 1888, med en ordbok), och Lentzner, "Colonial english" (1891).